# グレンヴィル内閣
グレンヴィル内閣（グレンヴィルないかく、英語: Grenville ministry）は、グレートブリテン王国の内閣。ジョージ・グレンヴィルを首相とし、1763年4月16日から1765年7月13日まで続いた。先代首相ビュート伯爵がパリ条約を締結したが、イギリスが七年戦争で多くの勝利を収めていたため、世論はパリ条約がフランス王国に寛容すぎたとしてビュート伯爵を激しく批判した。これによりビュート伯爵が辞任してグレンヴィルが後任となったが、グレンヴィル内閣の顔ぶれはビュート内閣のそれとほとんど同じだった。寵臣ビュート伯爵を追い落として成立した内閣だったため、国王ジョージ3世はグレンヴィル内閣を毛嫌いした。
グレンヴィル内閣が続いた2年間、13植民地の本国への不満が積もり、やがてノース内閣の在任期間中の1775年にアメリカ独立戦争が勃発した。内政でもジョン・ウィルクスの誹謗文書などの対処に追われた。
ジョージ3世は相変わらずグレンヴィルを嫌い、やがて彼を罷免して第2代ロッキンガム侯爵を首相に据えたが、結局ロッキンガム侯爵もジョージ3世に嫌われた。

## 内閣
| 役職                               | 肖像 | 名前                           | 在任            |
| ---------------------------------- | ---- | ------------------------------ | --------------- |
| 第一大蔵卿 財務大臣 庶民院院内総務 |      | ジョージ・グレンヴィル         | 1763年 - 1765年 |
| 南部担当国務大臣                   |      | イグリモント伯爵               | 1763年          |
| 南部担当国務大臣                   |      | ハリファックス伯爵             | 1763年 - 1765年 |
| 南部担当国務大臣                   |      | ヘンリー・シーモア・コンウェイ | 1765年          |
| 北部担当国務大臣                   |      | ハリファックス伯爵             | 1763年          |
| 北部担当国務大臣                   |      | サンドウィッチ伯爵             | 1763年 - 1765年 |
| 北部担当国務大臣                   |      | グラフトン公爵                 | 1765年          |
| 大法官                             |      | ノーティントン伯爵             | 1763年 - 1765年 |
| 枢密院議長                         |      | グランヴィル伯爵               | 1763年          |
| 枢密院議長                         |      | ベッドフォード公爵             | 1763年 - 1765年 |
| 枢密院議長                         |      | ウィンチルシー伯爵             | 1765年          |
| 王璽尚書                           |      | マールバラ公爵                 | 1763年 - 1765年 |
| 海軍大臣                           |      | サンドウィッチ伯爵             | 1763年          |
| 海軍大臣                           |      | エグモント伯爵                 | 1763年 - 1765年 |
| 補給庁長官                         |      | グランビー侯爵                 | 1763年 - 1765年 |
| 陸軍支払長官                       |      | ホランド男爵                   | 1763年 - 1765年 |
| 宮内長官                           |      | ゴア伯爵                       | 1763年 - 1765年 |

## 関連図書
- Browning, Reed. The Duke of Newcastle. Yale University Press, 1975.
- Hibbert, Christopher. George III: A Personal History. Penguin Books, 1999.

| 先代 ビュート伯爵内閣 | グレートブリテン王国の内閣 1763年 - 1765年 | 次代 第一次ロッキンガム侯爵内閣 |